# Stemonoporus acuminatus
Stemonoporus acuminatus är en tvåhjärtbladig växtart som först beskrevs av Thw., och fick sitt nu gällande namn av Richard Henry Beddome. Stemonoporus acuminatus ingår i släktet Stemonoporus och familjen Dipterocarpaceae. Inga underarter finns listade i Catalogue of Life.